# 美国常驻联合国代表列表
美利坚合众国常驻联合国代表（英語：United States Ambassador to the United Nations），又稱美國駐聯合國大使，是美国常驻联合国代表团的领导人。该职位为特命全权大使和內閣級官員，由美国总统，並經過經參議院同意才正式上任，目前現任的美国常驻联合国代表是朵洛西·莎兒。
美国常驻联合国代表會代表美国参与包括联合国安理会、联合国大会等在内的日常驻联合国有关工作的最高领导人，除非在特殊情况下，比如美国总统、副總統或者國務卿参与其中。
美国许多著名的政治家都曾经担任过常驻联合国代表这一职务，其中包括小亨利·卡伯特·洛奇（Henry Cabot Lodge, Jr.）、阿德莱·史蒂文森、乔治·赫伯特·沃克·布什、丹尼尔·帕特里克·莫伊尼汗、珍妮·柯克帕特里克（Jeane Kirkpatrick）、理查德·霍尔布鲁克、玛德琳·奥尔布赖特、比尔·理查森、约翰·丹福思（John Danforth）等。
在比尔·克林顿担任美国总统期间（1993年至2001年）、贝拉克·奥巴马执政期间（2009年至2016年）、乔·拜登執政期間（2021年至今），常驻联合国代表是属于内阁级别的一个职务，但是在乔治·沃克·布什执政期间（2001年至2009年）则不属于内阁级别职务。
联合国在全球设立了4个主要驻地，即紐約市的联合国总部大楼，联合国日内瓦办事处，联合国维也纳办事处，联合国内罗毕办事处。各国驻联合国机构的代表，除常驻纽约联合国总部的“常驻联合国代表”外，尚通常有常驻日内瓦和维也纳者。

## 历任常驻联合国代表
以下是按照时间先后顺序排列的历任美国常驻联合国代表：
| 序号 | 代表姓名                                                    | 派驻时间      | 联合国秘书长                                    | 美国总统                    |
| ---- | ----------------------------------------------------------- | ------------- | ----------------------------------------------- | --------------------------- |
| 1    | 小爱德华·R·斯特蒂纽斯                                       | 1945年–1946年 | 格拉德温·杰布 （Gladwyn Jebb）， 特吕格韦·赖伊  | 哈里·S·杜鲁门               |
| —    | 赫歇尔·V·约翰逊 （Herschel V. Johnson）（代理）             | 1946年–1947年 | 特吕格韦·赖伊                                   | 哈里·S·杜鲁门               |
| 2    | 沃伦·R·奥斯汀 （Warren R. Austin）                          | 1947年–1953年 | 特吕格韦·赖伊 达格·哈马舍尔德                   | 哈里·S·杜鲁门               |
| 3    | 小亨利·卡伯特·洛奇 （Henry Cabot Lodge, Jr.）               | 1953年–1960年 | 达格·哈马舍尔德                                 | 德怀特·艾森豪威尔           |
| 4    | 詹姆斯·J·华兹沃斯 （James J. Wadsworth）                    | 1960年–1961年 | 达格·哈马舍尔德                                 | 德怀特·艾森豪威尔           |
| 5    | 阿德莱·史蒂文森                                             | 1961年–1965年 | 达格·哈马舍尔德 吴丹                            | 约翰·F·肯尼迪 林登·B·约翰逊 |
| 6    | 阿瑟·J·戈德堡 （Arthur J. Goldberg）                        | 1965年–1968年 | 吴丹                                            | 林登·B·约翰逊               |
| 7    | 乔治·W·鲍尔 （George W. Ball）                              | 1968年        | 吴丹                                            | 林登·B·约翰逊               |
| 8    | 詹姆斯·罗素·威金斯 （James Russell Wiggins）                | 1968年–1969年 | 吴丹                                            | 林登·B·约翰逊               |
| 9    | 查尔斯·W·约斯特 （Charles W. Yost）                         | 1969年–1971年 | 吴丹                                            | 理查德·尼克松               |
| 10   | 乔治·赫伯特·沃克·布什                                       | 1971年–1973年 | 吴丹 库尔特·瓦尔德海姆                          | 理查德·尼克松               |
| 11   | 约翰·A·斯卡利 （John A. Scali）                             | 1973年–1975年 | 库尔特·瓦尔德海姆                               | 理查德·尼克松 杰拉尔德·福特 |
| 12   | 丹尼尔·帕特里克·莫伊尼汗                                    | 1975年–1976年 | 库尔特·瓦尔德海姆                               | 杰拉尔德·福特               |
| 13   | 威廉·斯克兰顿 （William Scranton）                          | 1976年–1977年 | 库尔特·瓦尔德海姆                               | 杰拉尔德·福特               |
| 14   | 安德鲁·杨 （Andrew Young）                                  | 1977年–1979年 | 库尔特·瓦尔德海姆                               | 吉米·卡特                   |
| 15   | 唐纳德·麦克亨利 （Donald McHenry）                          | 1979年–1981年 | 库尔特·瓦尔德海姆                               | 吉米·卡特                   |
| 16   | 珍妮·柯克帕特里克 （Jeane Kirkpatrick）                     | 1981年–1985年 | 库尔特·瓦尔德海姆 哈维尔·佩雷斯·德奎利亚尔      | 罗纳德·里根                 |
| 17   | 弗农·A·沃尔特斯 （Vernon A. Walters）                       | 1985年–1989年 | 哈维尔·佩雷斯·德奎利亚尔                        | 罗纳德·里根                 |
| 18   | 托马斯·R·皮克林                                             | 1989年–1992年 | 哈维尔·佩雷斯·德奎利亚尔 布特罗斯·布特罗斯·加利 | 乔治·赫伯特·沃克·布什       |
| 19   | 爱德华·J·珀金斯 （Edward J. Perkins）                       | 1992年–1993年 | 布特罗斯·布特罗斯·加利                          | 乔治·赫伯特·沃克·布什       |
| 20   | 玛德琳·奥尔布赖特                                           | 1993年–1997年 | 布特罗斯·布特罗斯·加利 科菲·安南                | 比尔·克林顿                 |
| 21   | 比尔·理查森                                                 | 1997年–1998年 | 科菲·安南                                       | 比尔·克林顿                 |
| —    | 皮特·布尔里 （Peter Burleigh）（代理）                      | 1998年–1999年 | 科菲·安南                                       | 比尔·克林顿                 |
| 22   | 理查·霍布魯克                                               | 1999年–2001年 | 科菲·安南                                       | 比尔·克林顿                 |
| —    | 郭明瀚 （James B. Cunningham）（代理）                      | 2001年        | 科菲·安南                                       | 乔治·沃克·布什              |
| 23   | 约翰·D·内格罗蓬特                                           | 2001年–2004年 | 科菲·安南                                       | 乔治·沃克·布什              |
| 24   | 约翰·丹福思 （John Danforth）                               | 2004年–2005年 | 科菲·安南                                       | 乔治·沃克·布什              |
| —    | 安妮·W·帕特森 （Anne W. Patterson）（代理）                 | 2005年        | 科菲·安南                                       | 乔治·沃克·布什              |
| 25   | 约翰·R·博尔顿（过渡）                                       | 2005年–2006年 | 科菲·安南                                       | 乔治·沃克·布什              |
| —    | 亚利桑德罗·丹尼尔·沃尔夫 （Alejandro Daniel Wolff）（代理） | 2006年–2007年 | 科菲·安南 潘基文                                | 乔治·沃克·布什              |
| 26   | 扎勒米·哈利勒扎德 （Zalmay Khalilzad）                      | 2007年–2009年 | 潘基文                                          | 乔治·沃克·布什              |
| 27   | 苏珊·赖斯                                                   | 2009年–2013年 | 潘基文                                          | 贝拉克·奥巴马               |
| —    | 羅斯瑪麗·迪卡洛 （Rosemary DiCarlo）（代理）                | 2013年        | 潘基文                                          | 贝拉克·奥巴马               |
| 28   | 萨曼莎·鲍尔                                                 | 2013年–2017年 | 潘基文 安东尼奥·古特雷斯                        | 贝拉克·奥巴马               |
| —    | 米歇爾·J·西松 （Michele J. Sison）（代理）                  | 2017年        | 安东尼奥·古特雷斯                               | 唐納·川普                   |
| 29   | 妮基·黑利                                                   | 2017年–2018年 | 安东尼奥·古特雷斯                               | 唐納·川普                   |
| —    | 喬納森·科恩 （Jonathan Cohen）（代理）                      | 2019年        | 安东尼奥·古特雷斯                               | 唐納·川普                   |
| 30   | 凯莉·克拉夫特 （Kelly Craft）                               | 2019年–2021年 | 安东尼奥·古特雷斯                               | 唐納·川普                   |
| —    | 理查德·米尔斯 （Richard Mills Jr.）（代理）                 | 2021年        | 安东尼奥·古特雷斯                               | 乔·拜登                     |
| 31   | 琳达·托马斯-格林菲尔德 （Linda Thomas-Greenfield）          | 2021年–2025年 | 安东尼奥·古特雷斯                               | 乔·拜登                     |
| —    | 朵洛西·莎兒 （Dorothy Shea）（代理）                        | 2025年–至今   | 安东尼奥·古特雷斯                               | 唐納·川普                   |